# کامیتسا
کامیتسا (به لهستانی:  Kamica) یک روستا در لهستان است که در گمینا گوشچینو واقع شده‌است.
 کامیتسا  ۶۰ نفر جمعیت دارد.